# فرانك هاميلتون
فرانك هاميلتون (بالإنجليزية: Frank Hamilton)‏ هو مغن مؤلف أمريكي، ولد في 3 أغسطس 1934.

## وصلات خارجية
- فرانك هاميلتون على موقع ميوزك برينز (الإنجليزية)
- فرانك هاميلتون على موقع ديسكوغز (الإنجليزية)